# Molukse Evangelische Kerk
De Molukse Evangelische Kerk (Geredja Indjili Maluku) (GIM) vindt haar oorsprong in de
moederkerk, de Gereja Protestan Maluku (GPM). Het is de grootste protestantse kerk voor de Molukse gemeenschap in Nederland, die kerkelijk zeer versplinterd is. In 2011 telde de GIM ongeveer 25.000 leden verdeeld over 65 plaatselijke kerken.

## Voorgeschiedenis
De oorsprong van de Geredja Indjili Maluku ligt in het werk van missie en zending op de zuidelijke Molukken. Vanaf 1511 kwamen Portugese handelaars naar de Molukken op zoek naar specerijen en kruiden zoals kruidnagel en nootmuskaat. In hun spoor volgden missionarissen als Franciscus Xaverius die het katholicisme introduceerden, wat door veel Molukkers als religie werd aangenomen. Dit is onder andere nog te zien aan het woord voor kerk, Gereja, dat is afgeleid van het Portugese woord Igreja.
In 1605, na de komst van de Nederlanders, werden deze christenen grotendeels protestants. Zij behoorden tot de gereformeerde kerk en werden later deel van de Indische Kerk. De plaatselijke gemeenten werden meestal geleid door Molukse schoolmeesters en voorgangers, maar de kerk als geheel stond onder Nederlandse leiding. In 1935 kregen de Maleistalige Molukkers een onafhankelijke kerk - los van de Nederlandse Indische Kerk - de Gereja Protestan Maluku (Molukse Protestantse Kerk).

## De Molukse kerk en de Indonesische onafhankelijkheid
Op 17 augustus 1945 werd de onafhankelijke Republik Indonesia uitgeroepen. Na ruim vier jaar van militaire acties en moeizame onderhandelingen droegen de Nederlanders de onafhankelijkheid over aan de Verenigde Staten van Indonesië, die op 27 december 1949 waren opgericht. Hierin was de Republiek slechts een van een zestiental staten - zij het de belangrijkste. De Molukken behoorden tot de staat Oost-Indonesië.
Op 25 april 1950, werd de onafhankelijkheid van de Republiek der Zuid-Molukken (Republik Maluku Selatan; RMS) geproclameerd. De GPM was openlijk solidair met de RMS totdat er een massale militaire invasie werd gepleegd door de Indonesiërs. De GPM werd gedwongen om zich neer te leggen bij het bestaan van de eenheidsstaat Republiek Indonesië, die officieel werd uitgeroepen op 17 augustus 1950.

## Ontstaan Geredja Indjili Maluku
In 1951 werden de Molukse KNIL-militairen met hun gezinnen naar Nederland overgebracht en daar gedemobiliseerd. Zij waren, voor zover protestants, aanvankelijk kerkelijk georganiseerd in de Gereja Protestan Maluku di Belanda (Moluks-Protestantse Kerk in Nederland). 
De protestantse Molukse kerk op Ambon verstuurde naar aanleiding van de herdenking van de Indonesische onafhankelijkheid op 17 augustus 1951 aan de Molukse gemeenschap in Nederland de volgende boodschap: "Alle leden van de Moederkerk worden opgeroepen om de Republiek Indonesia te erkennen als een door God geplaatste overheid." Deze kanselboodschap werd tweetalig in de nieuwsbrieven van de Nederlandse Kerken uitgegeven. De boodschap was dus dat de Molukkers in Nederland het RMS-ideaal moesten opgeven. Deze weigerden dat te doen en richtten op 24 november 1952 de Geredja Indjili Maluku op, de Molukse Evangelische kerk. Deze stond los van de Republiek Indonesië en was dus een zelfstandige kerk die het ideaal van een zelfstandige RMS uitdroeg. De kerk werd opgericht door enkele legerpredikanten, namelijk Metiarij, D. Pesulima, Hattu, Sahetapy, Uneputty, Leatomu, Keiluhu en Lawalata.

## Heden
Op 27 november 2007 vierde de Molukse gemeenschap haar 55e verjaardag. De voertaal in de kerk is het Maleis, hoewel het Nederlands sterk in opkomst is, nu het ideaal van de RMS meer op de achtergrond is geraakt. De GIM is lid van de Raad van Kerken in Nederland, maar niet van de Wereldraad van Kerken. Toen zij kort na haar oprichting het lidmaatschap aanvroeg, werd dit geweigerd, omdat de Indonesische moederkerk GPM al lid was en het verblijf van de Molukkers slechts tijdelijk zou zijn. De GIM werd daarop lid van de fundamentalistische International Council of Christian Churches, waar zij echter theologisch gezien niet bij hoort.